# 증산 강일순 탄생지
증산 강일순 탄생지는 대한민국 전북특별자치도 정읍시 덕천면 신월리 436번지에 있다. 2021년 5월 14일 정읍시의 향토문화유산 제21호로 지정되었다.

## 개요
증산(甑山) 강일순(姜一淳)의 탄생지는 덕천면 신월리 신송마을에 위치한다. 탄생지는 조선 말기 종교가이자 증산교 각 교단이나 교파의 교조인 강증산(姜甑山)의 생가를 의미한다. 시루봉 아랫마을인 신송마을은 일명 손바래기(객망리)라고도 하는데, 생가로 알려진 집 바로 위에서 태어났다고 전해진다.
현재 탄생지에는 강증산의 양자를 자처한 강경형(姜炅馨)이 살면서 ‘강증산상제하강지(姜甑山上帝下降地)’라고 써놓았고, 방에는 강증산의 영정(影幀)과 태을주를 걸어놓았다. 강경형이 타계한 후, 강증산의 영정을 안치한 집은 강씨 문중의 원래 소유주의 후손이 차지하고 있다.
강증산은 천지공사(天地公事)를 통해 혼란과 갈등의 선천시대를 마감하고 후천선경(後天仙境)을 계획함으로써, 앞으로는 갈등과 전쟁 같은 혼란이 사라지고 상생(相生)과 대동(大同)의 세상이 열릴 것이라고 말했다. 또한 선경(仙境)을 맞이하기 위해서는 주송수련을 통해 신화(神化)해야 한다고 강조했다. 더불어 강증산은 말세의 극복을 위한 해원(解冤)과 개벽을 위한 상생을 강조하는 등 인존과 평화를 주창했다.